# Варшавский округ путей сообщения

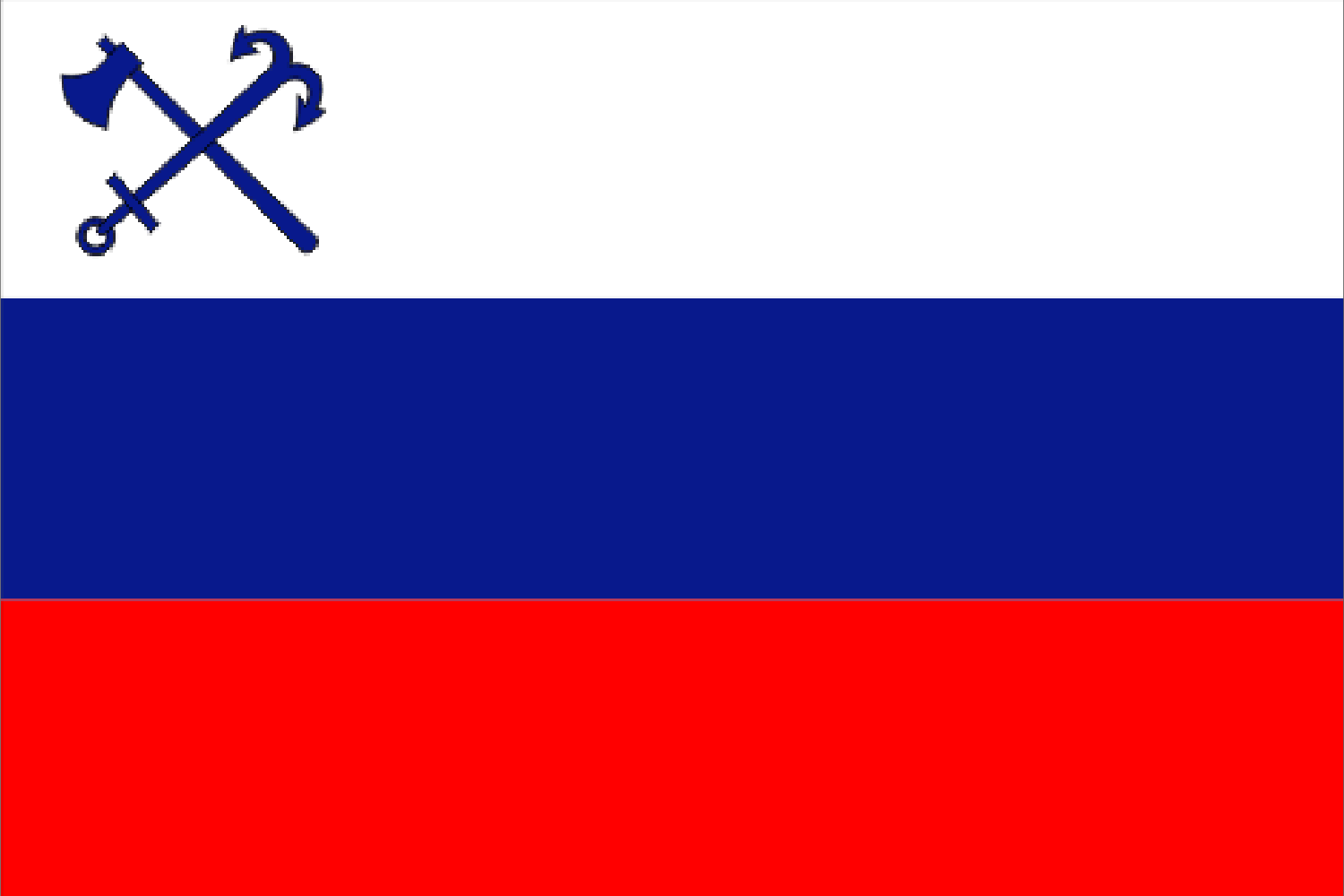
Флаг МПС Российской империи с 1870 г.

Варшавский округ путей сообщения — орган управления водными путями и шоссейными дорогами в западной части Российской империи в составе Управления (в 1870—1899 гг. — Департамента) водяных и шоссейных сообщений Министерства путей сообщения. Правление Округа находилось в губернском городе Варшава.

## Пути Варшавского округа

#### Главные водные пути
- Висла
- Западный Буг
- Нарев
- Августовский канал. Висло-Неманский водный путь

#### Шоссе
- Августов — Лососна (в ведении 15-го участка)
- Августов — Сейны (15-го)
- Александровский мост в Варшаве (3-го)
- Белосток — Кнышин (13)
- Белостокское ш. (4, 13)
- Бзинско-Завихостское ш. (9)
- Брестское ш. (2, 7)
- Влодава-Файславицкое ш. (8)
- Выгода-Лесницкое ш. (4)
- Вышков-Лоховское ш. (3)
- Домброва — Липск (13)
- Дульковщизна — Сопоцкин (13
- Ежево — Стренкова Гора (13)
- Желтковское ш. (13)
- Замостское ш. (8)
- Земброво-Белостокское ш. (4)
- Ивангородское ш. (2)
- Калишское ш. (11, 12)
- Кальвария — Красные (6)
- Кенигсбергское ш. (6)
- Колбель-Островское ш. (2, 7)
- Краковское ш. (1, 9, 10)
- Красная — Сейны (6, 15)
- Ковенское ш. (3, 5, 6, 15)
- Ломжа-Островское ш. (5)
- Любартов — Парчев (14)
- Люблино-Радомское ш., иначе Радом-Люблинское ш. (2-го и 9-го)
- Люблинское ш. (2, 8)
- Меженин — Стренкова Гора (13)
- Меречь — Лейпуны — Копциово (15)
- Мощанка — Радинское ш. (2
- Ново-Александрийское ш. (1)
- Новогеоргиевское ш. (3)
- Олькушское ш. (10)
- Осовец — Гродно, с ветвью в пос. Липск (13)
- Парчев — Леплевка (14)
- Позенское (12)
- Порыте-Висьневское ш. (4)
- Пултуск-Вышковское ш. (3)
- Радиминское ш. (3)
- Рудники — Визна (13)
- Сельпийское ш. (10)
- Серее — Шиплишки (6, 15)
- Сероцк-Новогеоргиевское ш. (3)
- Стренкова Гора — Осовец (13)
- Сухедневское ш. (10)
- Устилугское ш. (8)
- Фабричное ш. (11, 12)
- Шепетово-Бельское ш. (4)

## Деление Округа. Должности

#### Отделения
- Искусственное

#### Участки
- 1-й. Варшавский
- 2-й. Прагско-Ивангородский
- 3-й. Прагско-Новогеоргиевский
- 4-й. Белостокский
- 5-й. Ломжинский
- 6-й. Мариампольский
- 7-й. Седлецкий
- 8-й. Люблинский
- 9-й. Радомский
- 10-й. Келецкий
- 11-й. Лодзинский
- 12-й. Калишский
- 13-й. Гродненский
- 14-й. Брест-Холмский
- 15-й. Августовский

#### Личный состав Округа
- Начальник Округа. Н. Н. Бехтерев.
- Помощник начальника Округа
- Правление Округа
- Библиотека Правления